# Vincent Millot
Vincent Millot (Montpellier, 30 januari 1986) is een Frans tennisspeler. Hij heeft nog geen ATP-toernooi gewonnen. Wel deed hij al mee aan grandslamtoernooien. Hij heeft twee challengers in het enkelspel op zijn naam staan.

## Palmares enkelspel
| Legenda                       | Legenda               |
| ----------------------------- | --------------------- |
| Grand Slam                    |                       |
| Olympische Spelen             |                       |
| tot 2009                      | vanaf 2009            |
| Tennis Masters Cup            | ATP Finals            |
| ATP Masters Series            | ATP Tour Masters 1000 |
| ATP International Series Gold | ATP Tour 500          |
| ATP International Series      | ATP Tour 250          |

| Nr.                  | Datum          | Toernooi | Ondergrond | Tegenstander in finale | Score            |
| -------------------- | -------------- | -------- | ---------- | ---------------------- | ---------------- |
| Gewonnen challengers |                |          |            |                        |                  |
| 1.                   | 3 januari 2011 | Nouméa   | Hardcourt  | Gilles Müller          | 7-6(6), 2-6, 6-4 |
| 2.                   | 26 juli 2015   | Granby   | Hardcourt  | Philip Bester          | 6-4, 6-4         |

## Resultaten grote toernooien
| Legenda | Legenda                          |
| ------- | -------------------------------- |
| g.t.    | geen toernooi gehouden           |
| l.c.    | lagere categorie                 |
| –       | niet deelgenomen                 |
| G       | uitgeschakeld in de groepsfase   |
| 1R      | uitgeschakeld in de eerste ronde |
| 2R      | uitgeschakeld in de tweede ronde |
| 3R      | uitgeschakeld in de derde ronde  |
| 4R      | uitgeschakeld in de vierde ronde |
| KF      | uitgeschakeld in de kwartfinale  |
| HF      | uitgeschakeld in de halve finale |
| F       | de finale verloren               |
| W       | het toernooi gewonnen            |
| w-v     | winst/verlies-balans             |

### Enkelspel
| grandslamtoernooien  |      |      |      |     |      |      |      |     |      |
| Australian Open      | –    | –    | 1R   | –   | –    | 2R   | –    | –   | –    |
| Roland Garros        | –    | –    | 1R   | –   | –    | –    | –    | –   | –    |
| Wimbledon            | –    | –    | –    | –   | –    | –    | 1R   | –   | –    |
| US Open              | –    | –    | –    | –   | –    | –    | –    | –   | 1R   |
| ATP Masters 1000     |      |      |      |     |      |      |      |     |      |
| Indian Wells         | –    | –    | –    | –   | –    | –    | –    | 2R  | –    |
| Miami                | –    | –    | –    | –   | –    | –    | –    | –   | –    |
| Monte Carlo          | –    | –    | 1R   | –   | –    | –    | –    | –   | –    |
| Rome                 | –    | –    | –    | –   | –    | –    | –    | –   | –    |
| Madrid               | –    | –    | –    | –   | –    | –    | –    | –   | –    |
| Montreal/Toronto     | –    | –    | –    | –   | –    | –    | –    | –   | 1R   |
| Cincinnati           | –    | –    | –    | –   | –    | –    | –    | –   | –    |
| Shanghai             | –    | –    | –    | –   | –    | –    | –    | –   | –    |
| Parijs               | 1R   | –    | –    | –   | –    | –    | –    | –   | –    |
| olympisch            |      |      |      |     |      |      |      |     |      |
| Olympische Spelen    | g.t. | g.t. | g.t. | –   | g.t. | g.t. | g.t. | –   | g.t. |
| statistieken         |      |      |      |     |      |      |      |     |      |
| totaal aantal titels | 0    | 0    | 0    | 0   | 0    | 0    | 0    | 0   | 0    |
| eindejaarsranking    | 217  | 206  | 176  | 210 | 269  | 154  | 178  | 143 | 191  |

### Dubbelspel
| toernooi             | 2016 | 2017 |
| -------------------- | ---- | ---- |
| grandslamtoernooien  |      |      |
| Australian Open      | –    | –    |
| Roland Garros        | 2R   | 1R   |
| Wimbledon            | –    | –    |
| US Open              | –    | –    |
| ATP Masters 1000     |      |      |
| (nog) geen deelnames |      |      |
| olympisch            |      |      |
| Olympische Spelen    | –    | g.t. |
| statistieken         |      |      |
| totaal aantal titels | 0    | 0    |
| eindejaarsranking    | 505  | 792  |